# 李橡
李橡（1529年—？），字孟栗，號思訒，江西南昌府豐城縣人，軍籍，明朝政治人物。

## 生平
嘉靖三十七年（1558年）戊午科應天府鄉試第五十三名。嘉靖四十一年（1562年）壬戌科三甲103名進士。四十三年任乌程县知县。隆慶六年（1572年）任嘉兴府知府，萬曆五年（1577年）调任廣西梧州府知府。

## 家族
曾祖李與鎬；祖父李萬平，封刑部郎中；父李選，曾任監生。母鄧氏。永感下。兄李檟、李惠（监生）、李格（指挥佥事）、李杭、李惪（监生）。弟李栻（贡士）、李材（同科進士）、李楠（监生）、李慈、李枢（恩生）、李榛。